# NGC 406
NGC 406 (również PGC 3980) – galaktyka spiralna (Sc), znajdująca się w gwiazdozbiorze Tukana w odległości 65 milionów lat świetlnych od Ziemi. Została odkryta 3 listopada 1834 roku przez Johna Herschela. Galaktyka ta ma 60 000 lat świetlnych średnicy.
Ramiona spiralne NGC 406 są wypełnione młodymi, masywnymi, niebieskimi gwiazdami, które podkreślają ciemne pasy pyłowe. Natomiast zgrubienie centralne jest zdominowane przez starszą populację gwiazd i niemal całkowicie ukryte w strukturze galaktycznego dysku.